# Adam Chyżewski
Adam Chyżewski (ur. 27 listopada 1936 w Krakowie, zm. 31 sierpnia 2011 w Łodzi) – doktor inżynier, nauczyciel akademicki, wykładowca Politechniki Łódzkiej, działacz Polskiego Towarzystwa Turystyczno-Krajoznawczego.

## Wykształcenie
Maturę zdobył w 1954 roku w III LO im. T. Kościuszki w Łodzi. W 1959 roku ukończył studia na Wydziale Chemicznym Politechniki Łódzkiej o specjalności chemia polimerów i radiochemia uzyskując dyplom magistra inżyniera (tytuł pracy dyplomowej: Konduktometryczne badania w dziedzinie alotropii siarkowców). Stopień doktora nauk chemicznych w zakresie techniki radiacyjnej i radiochemii uzyskał w 1970 roku w Instytucie Techniki Radiacyjnej Politechniki Łódzkiej (tytuł pracy doktorskiej: Mikrokalorymetryczne badania kinetyki przemian siarki bezpostaciowej; promotor: prof. dr Alicja Dorabialska).

## Praca zawodowa
1 marca 1960 r. rozpoczął pracę w Instytucie Chemicznej Przeróbki Węgla w Zabrzu jako pracownik naukowo-techniczny. 1 października 1961 r. został pracownikiem Politechniki Łódzkiej, najpierw w Katedrze Chemii Fizycznej, a następnie w Instytucie Techniki Radiacyjnej, aż do odejścia na emeryturę 1 października 2002 roku. Pracę rozpoczął na stanowisku asystenta i starszego asystenta. Po uzyskaniu doktoratu był od 1 października 1970 adiunktem, a od 1 października 1987 – starszym wykładowcą.
W latach 1970–1972 pełnił funkcję zastępcy dyrektora ds. administracyjnych, a w latach 1992–2002 był zastępcą dyrektora Międzywydziałowego Instytutu Techniki Radiacyjnej (MITR) Politechniki Łódzkiej. Był również Sekretarzem Rady Naukowej MITR w latach 1971–1996 i Sekretarzem Naukowym CPBP 01.19 od 1985 r. W latach 1979–1981 pełnił funkcję społecznego inspektora pracy ZNP Wydziału Chemicznego. Prowadził wykłady, ćwiczenia laboratoryjne i rachunkowe z chemii fizycznej na studiach dziennych i zaocznych Wydziału Chemii, Wydziału Chemii Spożywczej. Opiekował się dyplomantami i był członkiem wydziałowej Komisji Rekrutacyjnej.
Oprócz pracy naukowej i dydaktycznej brał także udział w działaniach związanych z propagowaniem i wykorzystaniem techniki radiacyjnej w konserwacji obiektów zabytkowych. Był członkiem komitetu organizacyjnego konferencji „Technika radiacyjna i izotopowa w konserwacji zabytków” 23 – 24 kwietnia 1996 r., której przewodniczącym był profesor Jerzy Kroh. Organizował między innymi współpracę w tym zakresie z Muzeum Archidiecezji Łódzkiej. Był współautorem dwóch publikacji w Postępach Techniki Jądrowej. Kierował projektem badawczym z zakresu ochrony przedmiotów zabytkowych radiacyjną sterylizacją np. około 70 000 sztuk obuwia więźniarskiego z Państwowego Muzeum na Majdanku (2001).

## Pozazawodowa działalność krajoznawcza
Do PTTK należał od 25 czerwca 1957 r., w Łódzkim Oddziale im. Jana Czeraszkiewicza, nr leg. 0170 128/55. Był działaczem turystycznym głównie w turystyce górskiej.
Uprawiał turystykę górską, pieszą, kolarską i motorową. Inne zainteresowania: muzyka, malarstwo, architektura.
Należał od 1958 r. do Klubu Turystów Górskich Łódzkiego Oddziału PTTK „Kosówka”.
Należał również do Klubu Wysokogórskiego, przechodząc odpowiednie kursy wspinaczkowe, a zdobyte doświadczenie przekazywał członkom „Kosówki”, prowadząc szkolenie wspinaczkowe w „Skałkach” i Tatrach. Posiadał wszystkie odznaki turystyczne m.in. GOT Duża w stopniu złotym, OTP Złota.
Zdobył uprawnienia kadry turystycznej: Przodownik turystyki górskiej nr leg. 1573/62 (Honorowy Przodownik leg. nr 437/88)
Przewodnik Świętokrzyski, nr leg. 659/Ki, 1970 r.
Pełnił wiele ważnych funkcji społecznych:
- Na szczeblu oddziału:

1962-1974 członek Klubu Turystów Górskich „Kosówka”, członek zarządu Klubu i w latach 1971–1973 oraz 2005–2008 był prezesem tego Klubu. Członek Honorowy Klubu.
- Na szczeblu wojewódzkim:

1981-1985 – wiceprezes Zarządu Wojewódzkiego PTTK w Łodzi
1985-1990 – prezes ZW PTTK w Łodzi
1984-2001 – członek kolegium redakcyjnego „Biuletynu Zarządu Wojewódzkiego PTTK w Łodzi” który potem przyjął nazwę „Wędrownik” i ukazuje się nadal
1974-2001 – członek wojewódzkiej (międzywojewódzkiej) komisji egzaminacyjnej dla Przodowników Turystyki Górskiej w Łodzi
- Na szczeblu ogólnokrajowym:

1981-1982 – członek prezydium Zarządu Głównego PTTK
1982-1993 – wiceprezes ZG PTTK
1993-1997 – prezes ZG PTTK
1987-1990 – wiceprzewodniczący Rady Turystyki i Wypoczynku Komitetu do Spraw Młodzieży i Kultury Fizycznej
1994-1996 – członek Rady do Spraw Turystyki przy Prezesie Rady Ministrów.
Był organizatorem wielu imprez turystyki kwalifikowanej (niektóre ważniejsze):
- 1961-1981 – współorganizator wiosennych i jesiennych Rajdów Świętokrzyskich Łódzkiego Oddziału PTTK (pięciokrotnie kierownik tych rajdów)
- 1960-61 – współorganizator Sudeckich Rajdów ZW PTTK w Łodzi
- 1987 – współorganizator Łódzkich Dni Turystyki w Łodzi
- 1989 – współorganizator Łódzkich Dni Turystyki w Pabianicach
- 1976 – kierownik wyprawy KTG „Kosówka” w góry Rumunii
- 1980 – współorganizator wyprawy autokarowej Łódzkiego Oddziału PTTK do Włoch
- 1984 – zastępca kierownika wyprawy ZW PTTK w Łodzi do Indii i w Himalaje do Nepalu
- 1985 – kierownik wyprawy ZW PTTK w Łodzi do Indii i w Himalaje Nepalu
- 1988 – kierownik wyprawy ZW PTTK w Łodzi do Tajlandii i Malezji
- 1989 – zastępca kierownika wyprawy autokarowej KTG „Kosówka” do Hiszpanii
- 1991 – kierownik wyprawy autokarowej KTG „Kosówka” do Francji, Belgii i Holandii
- 1993 – kierownik wyprawy autokarowej KTG „Kosówka” do Grecji
- 1995 – kierownik wyprawy autokarowej KTG „Kosówka” na Sycylię

Współpracował przy organizacji Kongresów Krajoznawstwa Polskiego:
- 1986-1990 przewodniczący Zespołu Naukowego i Organizacyjnego IV Kongresu Krajoznawstwa Polskiego, Opole 1990
- 1997-2000 przewodniczący Zespołu Naukowego V Kongresu Krajoznawstwa Polskiego, Gniezno 2000
- 2010 Członek Komitetu Naukowo-Programowego VI Kongresu Krajoznawstwa Polskiego Olsztyn 2010

W ramach społecznych działań nadzorował od 1975 r. kapitalny remont zabytkowego pałacyku Wilhelma Teschemachera (później Nauma Ejtingona) przy Wigury 12a na siedzibę ogólnopolskiego Centrum Fotografii Krajoznawczej PTTK, gdzie także mieści się Łódzki Oddział PTTK im. Jana Czeraszkiewicza i szereg innych organizacji pozarządowych.

## Publikacje
- „Wędrownik” Kwartalnik Krajoznawczy Regionalnej Pracowni Krajoznawczej PTTK w Łodzi, ISSN 1425-1388, d. Biuletyn ZW PTTK – łącznie 13 artykułów,
- „Informacje ZG PTTK” – łącznie 11 artykułów,
- Publikacje w „Ziemi” (1990,1999),
- Publikacje w „Barbakanie” (1999),
- Publikacje w „Gazecie Górskiej”,
- materiały sesji i sejmików kongresowych,
- Edward Moskała, [w:] „Prace Pienińskie” nr 8 https://web.archive.org/web/20160306000346/http://www.pttk.szczawnica.pl/ktg_prace-pieninskie_nr8.htm,
- artykuły na stronie internetowej www.mlodziez.pttk,
- Łódzki Oddział PTT, [w:] 70 lat społecznej turystyki i krajoznawstwa w województwie łódzkim 1909 – 1979, Praca zbiorowa pod redakcją Władysława Manduka, ZW PTTK Łódź 1979.

## Odznaczenia i wyróżnienia
Państwowe
- Złoty Krzyż Zasługi, nr 1750-82-45, z 29 września 1982 r.
- Krzyż Kawalerski Orderu Odrodzenia Polski, nr 209-81-1, z 15 września 1989 r.
- Krzyż Oficerski Orderu Odrodzenia Polski, nr 85-99-48, z 16 kwietnia 1999 r.
- Medal 40-lecia Polski Ludowej, nr 189/1/84M, z 22 lipca 1984 r.
- Medal Komisji Edukacji Narodowej, nr 67279, z 20 sierpnia 1997 r.

Resortowe
- Odznaka „Zasłużony Działacz Turystyki” (w stopniu złotym), nr 426, z 14 stycznia 1981 r.
- Odznaka „Zasłużony Działacz Kultury”, nr 5269-8-82, z 16 sierpnia 1982 r.
- Odznaka „Zasłużony Działacz Kultury Fizycznej” (w stopniu złotym), nr Z-358/97, z 13 sierpnia 1997 r. Nagroda I stopnia Przewodniczącego Komitetu do Spraw Młodzieży i Kultury Fizycznej, z 27 września 1990 r.

Regionalne
- Honorowa Odznaka Miasta Łodzi za Zasługi dla Województwa Miejskiego Łódzkiego, nr 15953, z maja 1981 r.
- Medal Honorowy Wojewody Łódzkiego, nr 58, z 11 listopada 1997 r.
- Medal za zasługi w turystyce, WKKFiT w Kielcach, nr 433, 3 października 1973 r.
- Odznaka zasłużonego dla Politechniki Łódzkiej, nr 540, z 24 maja 1995 r.
- Medal 50-lecia Politechniki Łódzkiej, z 24 czerwca 1996 r.

Za działalność w PTTK (niektóre)
- Honorowy Członek PTTK od 14 września 2001 r.
- Złota Honorowa Odznaka PTTK, nr 4047, z 3 października 1975 r.
- Złota Odznaka Zasłużony w pracy PTTK wśród młodzieży, nr 573, z 18 stycznia 1977 r.
- Odznaka „Za Zasługi dla ZW PTTK w Łodzi”, nr 112, z 18 listopada 1980 r.
- Odznaka „25 lat w PTTK”, nr 61, z 29 grudnia 1980 r.
- Honorowa Jubileuszowa GOT, z 16 listopada 1985 r.
- Medal KTG ZG PTTK „Za Zasługi dla Turystyki Górskiej”, nr 66 (48), z 23 czerwca 1990 r.
- Medal 125-lecia TT-PTT-PTTK, nr 14/98, z 17 maja 1998 r.
- Tytuł „Honorowego Rycerza Zamku Golubskiego” z 7 grudnia 1996 r.
- Medal Franciszka Juśkowiaka za zasługi w rozwoju turystyki i krajoznawstwa w Wielkopolsce, nr 3, z 22 stycznia 1994 r.

Zmarł 31 sierpnia 2011 r. w łódzkim szpitalu w wyniku urazu doznanego 29 sierpnia 2011 r. podczas niespodziewanego wypadku w Tatrach podczas schodzenia z Owczej Przełęczy. Przewieziony helikopterem do szpitala w Zakopanem został zeń zwolniony i przewieziony samochodem osobowym do Łodzi. Tu zasłabł, przewieziony do szpitala zmarł.
Pochowany 8 września 2011 r. na nowym cmentarzu na Dołach w Łodzi przy ul. Smutnej.